# 黄石碘泡虫
黄石碘泡虫（学名：Myxobolus hwangshihensis）为碘泡科碘泡虫属的动物。在中国，分布于湖北等，营寄生生活，寄生在银鲴的心和肾。